# Suzanne Robert
Suzanne Robert (née en 1948 et morte le 3 juin 2007) est une écrivaine québécoise.
Suzanne Robert naît à Montréal et réalise des études au pensionnat Mont-Royal puis au collège Jésus-Marie d'Outremont. Elle complète par la suite un baccalauréat et une maîtrise en anthropologie à l'Université de Montréal en 1975.  De 1984 à 1999, elle est membre du comité de rédaction de la revue Liberté. Elle est également chroniqueuse littéraire à Radio-Canada à l'émission radiophonique Littératures actuelles à compter de 1983. Elle devient directrice de la collection Fictions aux Éditions de l'Hexagone dans les années 1990,. Elle décède à Québec le 3 juin 2007. 
Le fonds d'archives de Suzanne Robert est conservé au centre BAnQ Vieux-Montréal de Bibliothèque et Archives nationales du Québec. 

## Œuvres[1]
- La dame morte (1973)
- Les trois sœurs de personne, nouvelle (1980)
- Vulpera (1983), finaliste du prix du gouverneur général  dans la catégorie fiction de langue française[4]
- À proximité (1987)
- L'Autre, l'une (1987), avec Diane-Monique Daviau